# David Graubner
David Graubner (* 29. Mai 1984 in Moosseedorf) ist ein Schweizer ehemaliger Handballspieler. Graubner wurde zumeist im linken Rückraum eingesetzt.

## Karriere

### Verein
Der 1,94 m große und 93 kg schwere Rechtshänder begann mit dem Handballspiel beim Schweizer Verein SC Siggenthal. Mit dem TV Suhr debütierte er in der Nationalliga A. In der Saison 2005/06 spielte er in der zweiten Liga beim TSV Fortitudo Gossau. Mit 124 Toren machte er die Kadetten Schaffhausen auf sich aufmerksam, wo er bis 2012 unter Vertrag stand. Mit den Kadetten gewann er sechsmal die Schweizer Meisterschaft und viermal den Cup. Zur Saison 2012/13 wechselte er in die deutsche Handball-Bundesliga zum TV Großwallstadt. Nach dem Abstieg des TVG kehrte er nach Schaffhausen zurück und unterschrieb einen Dreijahresvertrag. Dort beendete er 2017 seine Karriere. Mittlerweile ist er als Geschäftsführer bei den Kadetten tätig.
International erreichte er mit den Kadetten das Halbfinale im Europapokal der Pokalsieger 2007/08 und 2008/09 sowie das Finale im EHF-Pokal 2009/10, wo man trotz eines Heimsieges dem TBV Lemgo unterlag.

### Nationalmannschaft
In der Schweizer Nationalmannschaft debütierte Graubner am 26. Oktober 2006 gegen Israel. Bisher bestritt er 128 Länderspiele, in denen er 351 Tore erzielte. (Stand: 25. Januar 2017)

## Erfolge
- Schweizer Meister 2007, 2010, 2011, 2012, 2014, 2015, 2016 und 2017
- Schweizer Pokalsieger 2007, 2011, 2012, 2014 und 2016
- Finalist EHF-Pokal 2009/10

## Statistik
| Saison                        | Liga | Verein                | Tore | Spiele | Ø   |
| ----------------------------- | ---- | --------------------- | ---- | ------ | --- |
| 2004/05                       | NLA  | TV Suhr               | 14   | 28     | 0,5 |
| 2005/06                       | NLB  | TSV Fortitudo Gossau  | 124  | 23     | 5,4 |
| 2006/07                       | NLA  | Kadetten Schaffhausen | 40   | 34     | 1,2 |
| 2007/08                       | NLA  | Kadetten Schaffhausen | 65   | 32     | 2,0 |
| 2008/09                       | NLA  | Kadetten Schaffhausen | 65   | 32     | 2,0 |
| 2009/10                       | NLA  | Kadetten Schaffhausen | 71   | 32     | 2,2 |
| 2010/11                       | NLA  | Kadetten Schaffhausen | 90   | 35     | 2,6 |
| 2011/12                       | NLA  | Kadetten Schaffhausen | 119  | 40     | 3,0 |
| 2012/13                       | HBL  | TV Großwallstadt      | 81   | 29     | 2,8 |
| 2013/14*                      | NLA  | Kadetten Schaffhausen | 76   | 20     | 3,8 |
| 2004–2005 2006–2012 2013–2014 | NLA  | Gesamt                | 540  | 253    | 2,1 |
| 2004–2014                     | alle | Gesamt                | 745  | 305    | 2,4 |

Anmerk.: Saison 2013/14 läuft noch.

## Privates
David Graubner hat einen Bachelor-Abschluss in Betriebswirtschaftslehre von der Universität St. Gallen.